# Escuela de l'Ermitage
La escuela de l'Ermitage es un centro experimental que gozó de reconocido prestigio internacional fundado por el médico y psicólogo belga Ovide Decroly (Renaix, 1871-Bruselas, 1932) en 1907. Nació bajo el lema: «école pour la vie et par la vie» (escuela para la vida y por la vida). Ahí, Decroly propone su idea de potenciar una verdadera educación por la acción. Introduce, así, los centros de interés, entendidos como «ideas-fuerza» que mueven y motivan al alumnado, y va perfilando su teoría sobre la globalización en la enseñanza, que se constituye como base de la metodología. Esto supone la comprensión del pensamiento infantil sintéticamente y no de forma analística, es decir, el niño percibe un todo completo y no partes.
La globalización es, para él, el primer principio pedagógico basándose en que el desarrollo del niño se basa en sus percepciones y éstas se basan en el niño, abarcando sincretismo y una vez percibida la totalidad, su curiosidad le lleva a investigar y descubrir las partes del todo, llegando a un cierto análisis.
Con base en esto, concreta los siguientes centros de interés, que conectan los intereses con los contenidos a trabajar. Son los siguientes:
- necesidad de alimentarse: alimento, respiración,...
- necesidad de protegerse de la intemperie: calor, frío, humedad, viento,...
- necesidad de defenderse contra los peligros y enemigos varios: limpieza, enfermedad, accidentes,...
- necesidad de acción, alegría y vida en sociedad, actuar y trabajar solidariamente, de descansar.